# Steinberg
Steinberg Media Technologies GmbH (торговая марка Steinberg) — немецкая компания по производству программного и аппаратного обеспечения для музыкальной индустрии, базирующаяся в Гамбурге и имеющая вспомогательные офисы в Зигбурге и Лондоне. Разрабатывает программное обеспечение для записи, аранжировки и редактирования музыки, в частности Cubase и Nuendo. Она также разрабатывает аудиозаписи, аппаратные MIDI-интерфейсы, контроллеры и музыкальные приложения для iOS / Android, включая Cubasis. Steinberg создала несколько музыкальных технологий, являющихся отраслевыми стандартами, включая технологию Virtual Studio (VST), формат для плагинов и протокола ASIO (ввод / вывод аудиопотока). Steinberg является 100-процентной дочерней компанией Yamaha с 2005 года.

## История
Компания была основана в 1984 году Карлом Штайнбергом и Манфред Рурупом в Гамбурге.
В 1989 году Штайнберг выпустил Cubase для Atari; следом за этим появились версии для платформ Mac и Windows. Он стал очень популярным секвенсором MIDI, и начал использоваться в студиях по всему миру.
Steinberg Media Technologies AG имел доход 25 миллионов дойчмарок в 1999 году. В 2000 году в компании было 180 сотрудников. Компания имела доход от 20 миллионов в 2001 году и 130 сотрудников в 2002 году.
В 2003 году Steinberg был приобретен Pinnacle Systems, а в 2004 году Yamaha. Благодаря своей новой материнской компании Yamaha, Steinberg расширила дизайн и изготовление собственного оборудования, а с 2008 года компания создала ряд аудио и MIDI-интерфейсного оборудования, включая серию UR, MR816, CC и CI. 
В 2012 году Steinberg запустил свой первый секвенсор iOS, Cubasis, который с тех пор регулярно обновлялся. 
В 2016 году Steinberg выпустил Dorico, профессиональную нотацию музыки и набрасываний. 
Steinberg выиграл ряд отраслевых наград, в том числе несколько наград MIPA. 